# Eddie Kramer
Edwin H. Kramer (Città del Capo, 19 aprile 1942) è un tecnico del suono e fotografo sudafricano.
È prevalentemente conosciuto come ingegnere dei Beatles, con i quali ha collaborato dal 1966 fino allo scioglimento.

## Biografia

### Anni 1960: gli inizi
Trasferitosi a Londra con la famiglia ancora adolescente, iniziò nel 1961 la sua attività di tecnico del suono. Fu molto attivo per i Beatles, per i quali eseguiva un lavoro di missaggio agli Olympia Studios. Dal 1968 iniziò anche la collaborazione con Johnny Winter.

### Anni 1970
Nel 1971 mixò il doppio album degli Humble Pie Performance: Rockin' the Fillmore, e Barefoot Boy di Larry Corryell, il suo primo e unico album per l'etichetta Flying Dutchman, e il doppio album di Curtis Mayfield, Curtis Live!.
Nel 1975 iniziò una lunga collaborazione con i Kiss, per i quali sonorizzò Love Gun, Alive III così come il primo album solista eponimo del membro Ace Frehley,  che ha prodotto un singolo di successo, "New York Groove".

### Anni 1980
Durante questo decennio Kramer ha prodotto Buddy Guy, il chitarrista classico John Williams, il pluripremiato gruppo country Kentucky Headhunters, gruppi heavy metal come Whitesnake, Pretty Maids, Fastway, Alcatrazz e Anthrax.